# カノム・トーキョー

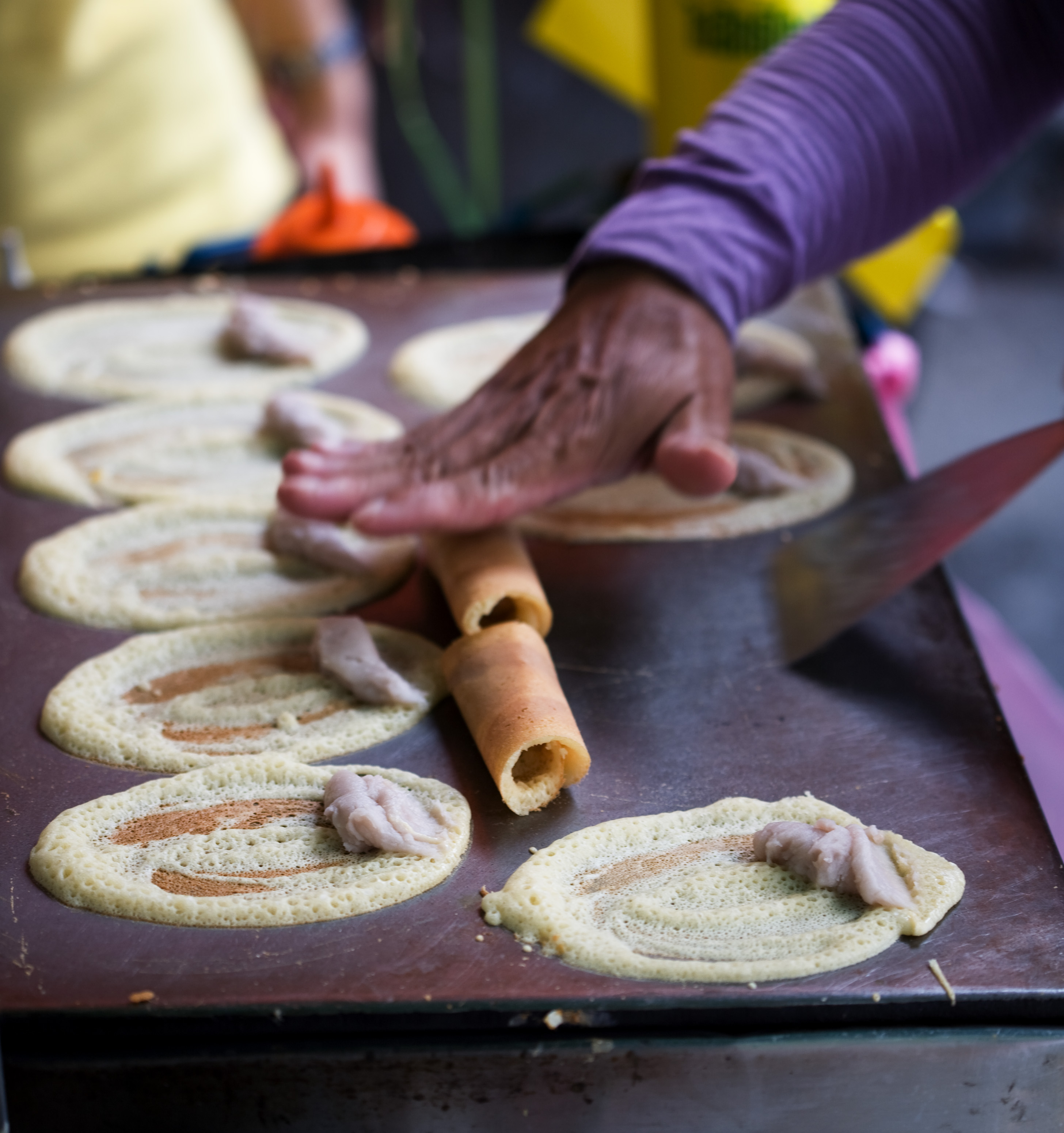
カヤジャムのカノム・トーキョー。バンコクの屋台にて。

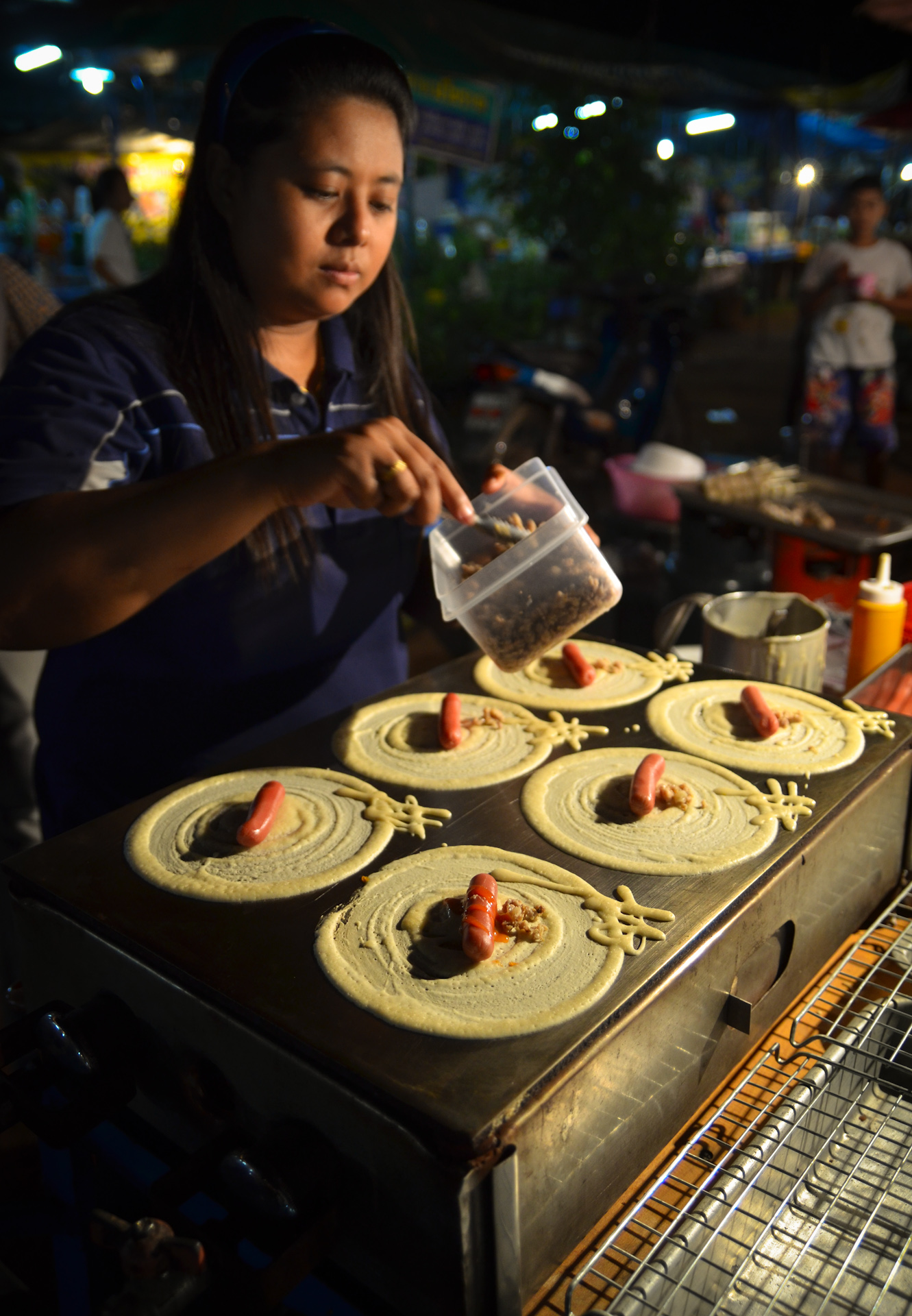
ホットドッグのカノム・トーキョー。ウッタラディットのフルーツ・フェスティバルにて。

カノム・トーキョー(タイ語: ขนมโตเกียว; RTGS: khanom tokiao)は薄いホットケーキでカスタードクリーム等を巻いたタイ王国のストリート・スナック。豚肉やソーセージなど塩気のあるものが具材になることもある。

## 歴史
カノム・トーキョーの歴史はおよそ30年から40年前のタイ大丸から始まる。タイ大丸はタイ初のデパートで、オーナーは日本人であった。タイ大丸は日本の商品や食べ物、トレーディング・システムをタイに持ち込んだ。カノム・トーキョーはどら焼きがタイ適応した結果だと言われている。
甘いもの、しょっぱいもののどちらでもカノム・トーキョーの具になる。タイ語で「カノム」は「スナック」あるいは「スイーツ」という意味を持っている。「トーキョー」は日本の首都、東京都に由来する。しかし、この名前は京都が訛って今の名前になったものという説があり、その名前とは裏腹にこのスナックはタイが発祥である。

## レシピ
生地はタマゴ、小麦粉、砂糖、牛乳、重曹から成る。具材は甘いバリエーションは、バニラクリーム、キャッサバ、パンダナス・クリーム、様々なフルーツジャム、ココナッツフレーク、ココアパウダーなどが一般的。甘くないものはウズラのタマゴや、ソーセージにスパイスシーなソースで味付けがされるが、甘いものにソーセージやタマゴを追加する形のバリエーションも一般的である。